# Babur

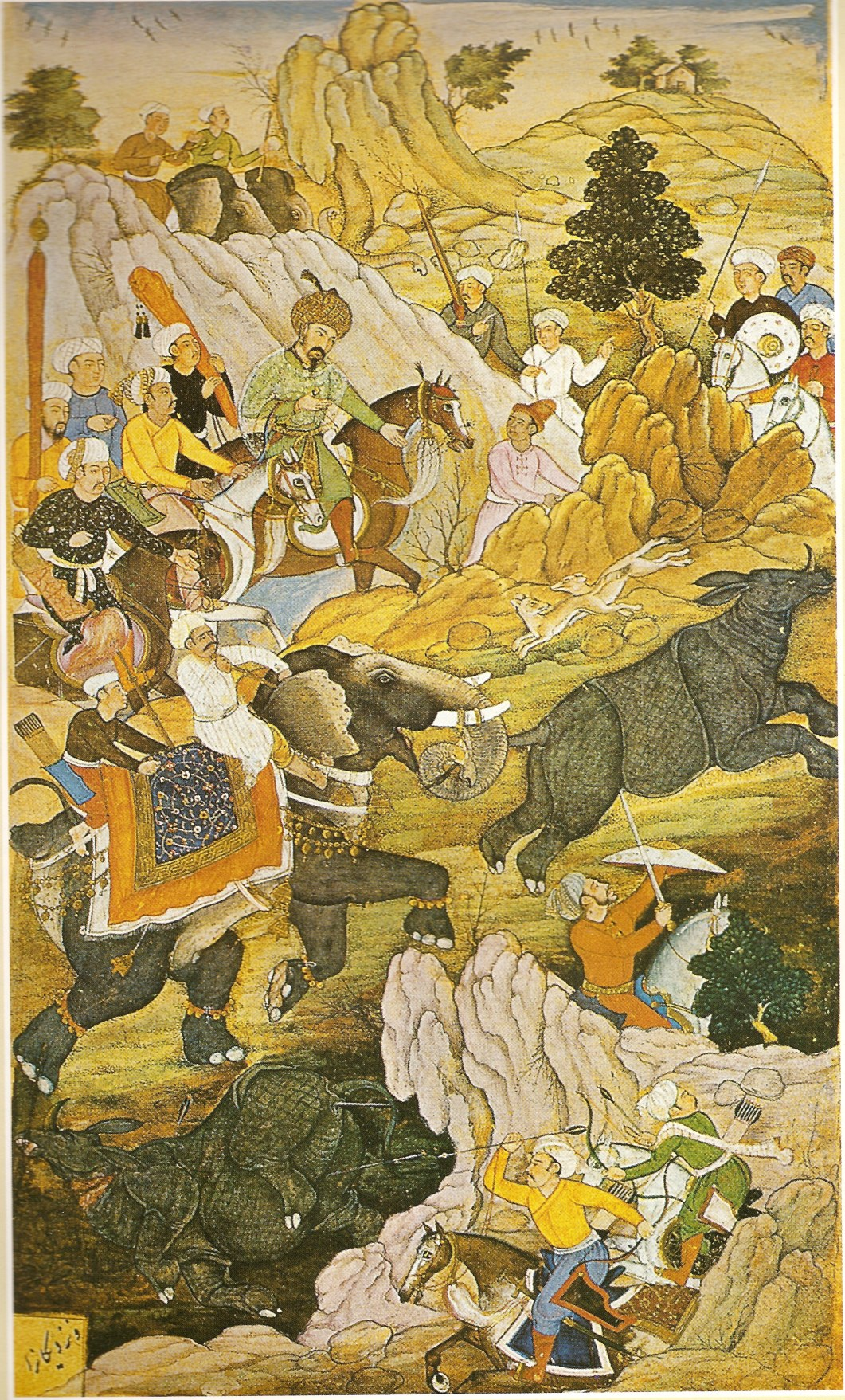
Babur op neushoornjacht, uit de Baburnama

Zahir-ud-din Mohammed Babur, Babar of Baber ([bä'bər], Perzisch: ظهير الدين محمد بابر, DIN: Ẓahīr ad-Dīn Muḥammad Bābur) (15 februari 1483, Andizhan, nu in Oezbekistan – 21 december 1530, Agra, India) was de stichter van het Mogolrijk en de Mogoldynastie. Babur claimde een afstammeling te zijn van de grote veroveraars Timoer Lenk en Dzjengis Khan. Hij begon zijn carrière als militair avonturier in Centraal-Azië. In 1504 verlegde hij zijn activiteiten naar Afghanistan, waar hij een eigen rijk vestigde met Kabul als hoofdstad. Vanuit deze machtsbasis viel hij verscheidene keren het noorden van India binnen. Uiteindelijk kon hij in 1526 in de slag bij Panipat de sultan van Delhi beslissend verslaan. Een jaar later versloeg Babur bij Khanua ook de hindoeïstische Rajputs. Met deze overwinningen legde Babur de basis voor het Mogolrijk.
Behalve een succesvolle generaal was Babur ook begunstiger van de kunsten, natuurliefhebber en een begaafde dichter en dagboekschrijver. Zijn in Chagatai Turks geschreven memoires, de Baburnama, geven een unieke inkijk in zijn leven en ideeënwereld.

## De jaren in Centraal-Azië
Baburs vader Umar Sheykh Mirza (ca. 1455-1494) was heerser over de vallei van Fergana. Umar Sheykh behoorde tot de Timoeriden, nakomelingen van de Turks-Mongoolse veroveraar Timoer Lenk (1336-1405). Ook via zijn moeder Qutlugh Nigar Khanum (ca. 1458-1505) kon Babur wijzen op een prestigieuze afkomst: zij behoorde tot de dynastie van het Kanaat van Chagatai, gesticht door de tweede zoon van Dzjengis Khan (1167-1227). Van jongs af aan leefde bij Babur het idee dat deze afkomst hem voorbestemde tot grote verrichtingen. De Timoeridische vorsten in Centraal-Azië waren voortdurend in een onderlinge strijd gewikkeld en waren begin zestiende eeuw niet langer opgewassen tegen de opdringende Oezbeekse stammen onder leiding van Muhammad Shaybani, de stichter van het kanaat Buchara.
Voor Babur begon een leven van strijd al op twaalfjarige leeftijd, toen zijn vader overleed. Hij werd verdreven uit de vallei van Fergana en zwierf met een kleine schare volgelingen rond in Transoxanië. De jonge Zahir-ud-din Mohammed toonde zich een uitstekende legeraanvoerder en kreeg zo zijn nom de guerre Babur, van het Perzische babr dat 'tijger' of 'luipaard' betekent. Hij loerde op een kans om ergens een stad te kunnen plunderen. Babur had vooral zijn zinnen gezet op Samarkand, de vroegere hoofdstad van het rijk van Timoer Lenk. Hij belegerde de stad drie keer en bezette haar twee keer. Babur was vijftien toen hij Samarkand voor de eerste keer kon veroveren, maar door de strijd met de Oezbeken en andere Timoeriden slaagde hij er niet in om zijn veroveringen te consolideren. Na 1501 leidde hij opnieuw een zwervend bestaan. In 1504 besloot hij zijn kansen in Afghanistan te wagen. Hij veroverde Kabul en maakte van deze strategisch gelegen stad zijn permanente basis. In 1508 eiste Babur het oppergezag op over de Timoeriden, Chagatai Turken en Mongolen in Centraal-Azië en nam de titel "padishah" ('grote koning') aan. Dat bleef de officiële titel van de grootmogols van het door Babur gestichte Mogolrijk. Maar de strijd met de Oezbeken in het noorden bleef voortduren. Babur had daarbij hulp van de Safawidische sjah van Perzië, Ismail I, die Muhammad Shaybani in 1510 in de slag bij Merv versloeg en doodde. Daarna boekte Babur in 1511 een kortstondig succes met de herovering van Samarkand, maar de Oezbeken dreven hem al snel weer terug naar Afghanistan. In de jaren 1510 bouwde Babur gestaag verder aan zijn machtsbasis in het oosten van dat land.

## Verovering van Hindoestan
Het noorden van India werd op dat moment gedomineerd door het sultanaat Delhi, geregeerd door de Afghaanse Lodidynastie. Het sultanaat was echter verzwakt door interne twisten en de strijd met de hindoeïstische Rajputs. Babur rook zijn kans. Omdat de eerste Sayyidensultan van Delhi in 1398 door zijn voorvader Timoer als vazal was aangesteld en sultan Ibrahim Lodi diens opvolger was, claimde Babur dat Lodi hem als zijn meerdere moest erkennen. De sultan weigerde dat uiteraard. Vanaf 1519 ondernam Babur jaarlijks plundertochten door de rijke gebieden van Hindoestan.
In 1523 vroeg de opstandige gouverneur van de Punjab, Dawlat Khan, Babur om steun tegen Lodi. Babur was goed voorbereid voor de invasie. Zijn multi-etnische leger had een sterke cavalerie en beschikte over kanonnen en musketten. De Ottomaanse sultan Selim I had deze nieuwe wapens in 1514 met veel succes gebruikt in de slag bij Chaldiran tegen sjah Ismail I. Maar op het Indische subcontinent was Babur de eerste die gebruik maakte van deze revolutionaire ontwikkeling in de oorlogsvoering. Met 12.000 manschappen bond Babur de strijd aan met Ibrahim Lodi, gesteund door opstandelingen tegen de sultan. Het beslissende treffen vond plaats op 21 april 1526 in de slag bij Panipat, ten noorden van Delhi. Ibrahim Lodi beschikte over een leger van 100.000 man en 1000 krijgsolifanten, maar moest toch het onderspit delven. Babur maakte goed gebruik van zijn cavalerie en drong zijn tegenstanders in een mêlee, waarna zijn vuurkracht het pleit beslechtte. Ibrahim Lodi bevond zich onder de 16.000 gesneuvelde Afghanen. Tijdens het plunderen van de rijkdommen van het sultanaat Delhi verwierf Babur de Agra-diamant en de Koh-i-Noor, een diamant van 186 karaat. Deze laatste diamant zou later op de pauwentroon van Baburs achterachterkleinzoon Shah Jahan prijken. Anders dan na zijn eerdere veldtochten bleef Babur nu in Hindoestan. Agra werd de hoofdstad van zijn bezittingen op het Indische subcontinent.
Maar de strijd was nog niet voorbij. Op 17 maart 1527 stond Babur in de slag bij Khanua (ten westen van Agra) opnieuw tegenover een grote overmacht. Rana Sanga, de vorst van Mewar, had een grote coalitie op de been gebracht van zowel hindoeïstische als islamitische Rajputs en Afghaanse notabelen, die zich hadden verenigd onder Mahmud Lodi (de broer van Ibrahim, die nu claimde de nieuwe sultan te zijn). Ze brachten een leger van 200.000 man in het veld. Babur gebruikte dezelfde tactieken als bij Panipat en met hetzelfde succes. Rana Sanga en Raja Hasan Khan Mewati, de leider van de islamitische Rajputs, waren beiden uit de weg geruimd. Mahmud Lodi ontkwam echter opnieuw. Hij sloot een bondgenootschap met de sultan van Bengalen, Nusrat Shah. In 1529 stond Babur in de slag bij de Ghaghara daarom andermaal voor een grote overmacht. Wederom kon hij zijn tegenstanders verpletterend verslaan. Als gevolg kon hij Bihar aan zijn rijk toevoegen en een gunstig vredesverdrag met Nusrat Shah sluiten. Mahmud Lodi kon echter voor de derde keer ontkomen.
Als veroveraar was Babur echter succesvoller dan als bestuurder van het nieuw verworven rijk. Hij verdeelde de buitgemaakte rijkdommen onder zijn volgelingen, maar verzuimde om reguliere inkomstenbronnen te organiseren. Zijn zoon en opvolger Humayun verloor mede daarom jarenlang de controle over het veroverde gebied.
De laatste jaren van zijn leven plukte Babur de vruchten van zijn overwinningen. Hij was echter niet erg onder de indruk van zijn nieuwe wingewest. Hij schreef in zijn memoires: 

Hindoestan is een weinig aantrekkelijke plaats, er is geen schoonheid onder de mensen, geen etiquette, geen adeldom of mannelijkheid. De kunsten en ambachten hebben geen harmonie of symmetrie (…) het enige plezierige aspect is dat het een groot land is met veel goud en geld.

Een van Baburs passies was het aanleggen van tuinen naar het voorbeeld van de paradijselijke tuinen van Samarkand en Herat. Deze tuinen volgden meest het Perzische "chahar bagh"-ontwerp, waarbij kanalen en looppaden in rechte hoeken 4 perken vormden. Baburs opvolgers namen zijn aanwijzingen ter harte, en "chahar bagh"-tuinen nemen een belangrijke plaats in bij bouwwerken als Humayuns tombe en de Taj Mahal. Verder hield Babur zich bezig met het schrijven van zijn memoires.
Het overlijden van Babur is een van de vreemdste verhalen over zijn leven. Gulbadan Begum, Baburs dochter en de zus van Humayun, beschreef later in Humayuns levensverhaal hoe deze ziek werd en op sterven lag. Babur zocht advies om het leven van zijn favoriete zoon te redden. Raadgevers besloten aan dat Humayun zijn kostbaarste bezit moest offeren om zijn leven te redden. Babur redeneerde dat hijzelf Humayuns kostbaarste bezit was. Hij bad daarom om in plaats van zijn zoon te mogen sterven. Na zijn gebed liep hij drie keer rond Humayuns ziekbed en voelde een verandering over zijn lichaam optreden. Vanaf dat moment herstelde de zoon en werd de vader ziek. Hij overleed op 21 december 1530 in de leeftijd van 48 jaar. In de jaren 1540 werd Babur herbegraven in zijn favoriete tuin in Kabul, de "Bagh-e Babur". Dat is nog altijd zijn laatste rustplaats.

## Baburnama
Zijn memoires, de Baburnama, zijn een uniek werk. Geen enkele Aziatische vorst uit zijn tijd heeft iets vergelijkbaars geproduceerd. Hij becommentarieerde openhartig en zeer gedetailleerd een breed scala aan onderwerpen. Aan de orde komen bijvoorbeeld zijn jeugdige bevlieging voor een jongen, zijn veldtochten, zijn trots op zijn zoon Humayun, de flora en fauna van Hindoestan en de aanleg van tuinen. De vrouwen in zijn familie, zoals zijn moeder en zijn favoriete vrouw Maham, de moeder van Humayun, werden uitgebreid en met veel waardering beschreven. Hij deed geen moeite om zijn eigen zwakheden te verhullen. In de aanloop naar de slag bij Khanua zwoer hij de drank af, maar met weinig succes:

Ik ben radeloos nu ik de wijn heb opgegeven
Ik weet niet wat te doen en ben verward
Iedereen heeft spijt van het drinken en doet dan de belofte
Maar ik heb de belofte gedaan en heb daar spijt van

Babur schetste ook de ideale kwaliteiten van een vorst: deugdzaamheid, educatie, waarheidsgetrouwheid, menselijkheid en waardigheid. Voor de latere Mogolkeizers vormde de Baburnama de basis voor hun wereldbeeld en ideologie. Baburs kleinzoon Akbar de Grote liet de Baburnama vanuit het Chagatai Turks vertalen naar het Perzisch, de hoftaal van de Mogols. Shah Jahan liet zich er dagelijks uit voorlezen.